# Villapedre
Villapedre är ett samhälle i Spanien.   Det ligger i provinsen Province of Asturias och regionen Asturien, i den nordvästra delen av landet, 400 km nordväst om huvudstaden Madrid. Villapedre ligger 70 meter över havet och antalet invånare är 690.
Terrängen runt Villapedre är kuperad söderut, men norrut är den platt. Havet är nära Villapedre norrut. Runt Villapedre är det ganska glesbefolkat, med 22 invånare per kvadratkilometer. Närmaste större samhälle är Navia, 5,8 km väster om Villapedre. I omgivningarna runt Villapedre växer i huvudsak blandskog.